# عبد الكريم وكالي
عبد الكريم وكالي، (مواليد 19 مارس 1993) هو محترف مصارعة يونانية رومانية جزائري. فاز في دورة الألعاب الإفريقية 2019.
في 2021، تنافس في بطولة التصفيات الأولمبية لمصارعة أفريقيا وأوقيانوسيا 2021؛ على أمل التأهل لدورة الألعاب الأولمبية الصيفية 2020 في طوكيو باليابان، لكنه لم يتأهل لهذه البطولة، ولم يتأهل أيضا في بطولة العالم للتصفيات الأولمبية التي أقيمت في صوفيا ببلغاريا. فاز عبد الكريم وكالي بالميدالية الذهبية في بطولة إفريقيا للمصارعة 2022 التي أقيمت في الجديدة بالمغرب.

## نتائج
| العام | البطولة                          | المضيف                 | نتائج | المنافسة                  |
| ----- | -------------------------------- | ---------------------- | ----- | ------------------------- |
| 2010  | الألعاب الأولمبية الصيفية للشباب | سنغافورة، سنغافورة     | 5th   | الرومانية-الإغريقية 69 كغ |
| 2012  | البطولات الإفريقية               | مراكش، المغرب          | 2nd   | الرومانية-الإغريقية 74 كغ |
| 2012  | ألعاب البحر الأبيض المتوسط       | لاريسا، اليونان        | 9th   | الرومانية-الإغريقية 74 كغ |
| 2013  | ألعاب البحر الأبيض المتوسط       | مرسين، تركيا           | 8th   | الرومانية-الإغريقية 74 كغ |
| 2014  | البطولات الإفريقية               | تونس، تونس             | 2nd   | الرومانية-الإغريقية 75 كغ |
| 2019  | البطولات الإفريقية               | الحمامات، تونس         | 2nd   | الرومانية-الإغريقية 82 كغ |
| 2019  | الألعاب الإفريقية                | الرباط-الجديدة، المغرب | 1st   | الرومانية-الإغريقية 77 كغ |
| 2019  | بطولات العالم                    | آستانا، كازاخستان      | 30th  | الومانية-الإغريقية 77 كغ  |
| 2020  | البطولات الإفريقية               | الجزائر، الجزائر       | 1st   | الرومانية-الإغريقية 77 كغ |
| 2022  | البطولات الإفريقية               | الجديدة، المغرب        | 1st   | الرومانية-الإغريقية 82 كغ |
| 2022  | ألعاب البحر الأبيض المتوسط       | وهران، الجزائر         | 2nd   | الومانية-الإغريقية 77 كغ  |
| 2023  | البطولات الإفريقية               | الحمامات، تونس         | 1st   | الرومانية-الإغريقية 82 كغ |
| 2023  | بطولات العالم                    | بلغراد، صربيا          | 28th  | الومانية-الإغريقية 77 كغ  |
| 2024  | ألعاب الإفريقية                  | أكرا، غانا             | 1st   | الرومانية-الإغريقية 77 كغ |
| 2024  | الألعاب الأولمبية الصيفية        | باريس، فرنسا           | 16th  | الومانية-الإغريقية 77 كغ  |